# Muntanyes Nutzotin
Les Muntanyes Nutzotin (en anglès Nutzotin Mountains) són una petita serralada que es troba entre l'Estat d'Alaska i l'estat del Yukon. Tenen una superfície de 829 km² formen un subgrup de la serralada d'Alaska, a l'extrem sud-est. Al vessant estatunidenc es troben dins el Parc i Reserva Nacionals Wrangell - Saint Elias. Reben el nom de la població indígena Nutzotin que vivia a la regió.